# Тополёк (Саратовская область)
Тополёк — железнодорожная станция (тип населенного пункта) в Ивантеевском районе Саратовской области в составе Раевского муниципального образования.

## География
Находится на расстоянии примерно 2 километров по прямой на северо-запад от районного центра села Ивантеевка.

## Население
| 2002 | 2010 |
| ---- | ---- |
| 78   | ↗90  |

Постоянное население составляло 78 человек в 2002 году (русские 85 %), 90 в 2010 году.